# 伊藤一隆
伊藤 一隆（いとう かずたか、安政6年3月13日（1859年4月15日） - 昭和4年（1929年）1月5日）は日本の官吏、水産功労者。北海道庁初代水産課課長、北水協会初代会頭。北海道の水産業界の発展に尽力した。日本禁酒同盟の発起人のひとりで、副会長を務めた。旧姓は平野。幼名は徳松。
翻訳家・推理作家の松本恵子の実父。タレントの中川翔子は玄孫にあたる（中川の母方の祖母の祖父が伊藤である）。

## 経歴

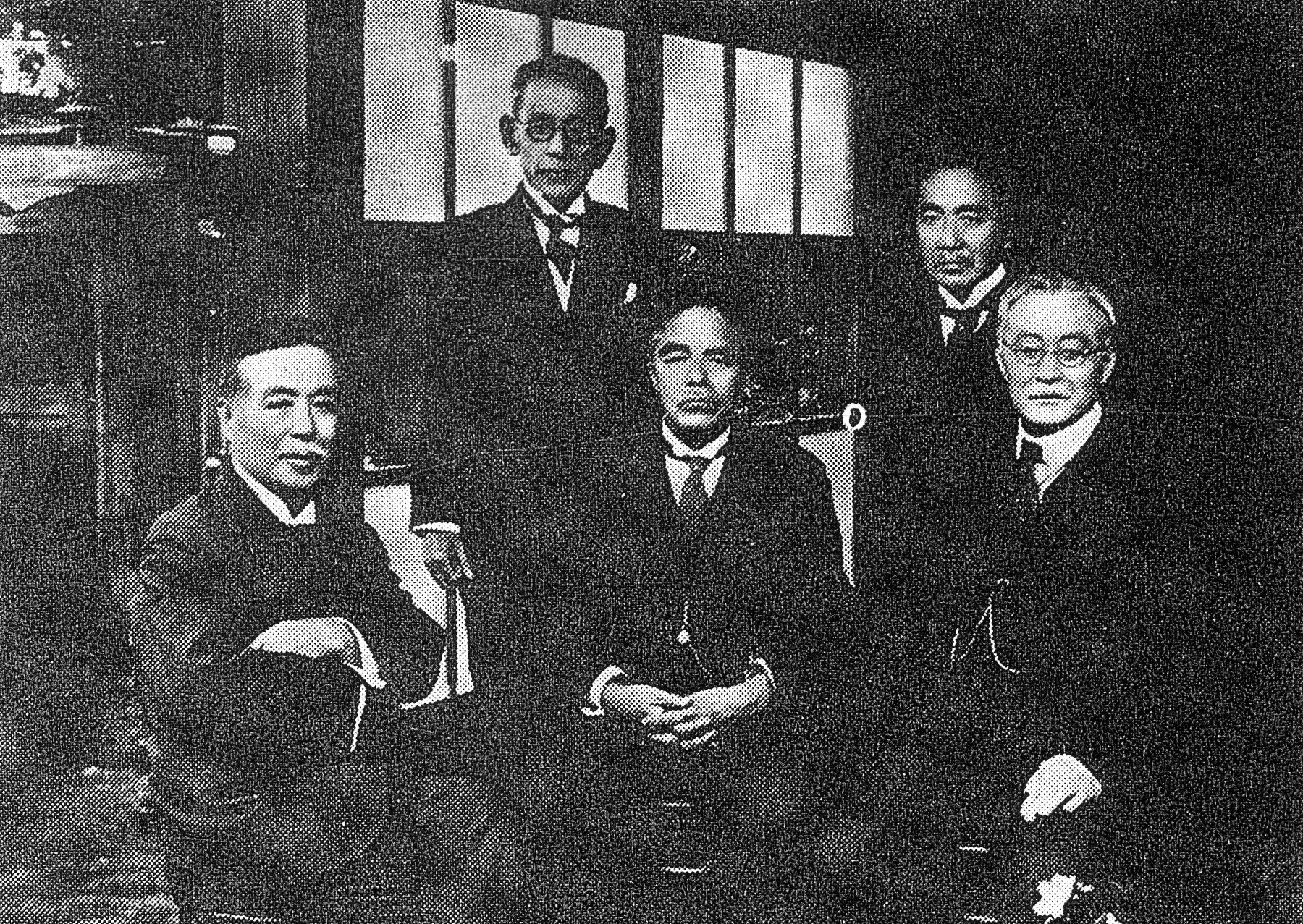
札幌バンドの内村、新渡戸、広井、大島らと共にハリス宣教師の墓参り、伊藤は後列左

江戸（現在の東京都）に商人・土木請負人の平野弥十郎の四男として生まれる。15歳のころから“伊藤一隆”と名乗る。
明治9年（1876年）に、札幌農学校（現・北海道大学）の第1期生となった伊藤は、クラーク博士の宿舎でクラーク立ち合いのもと、同年7月21日に英国国教会（CMS）の宣教師ウォルター・デニングから洗礼を受ける。
明治13年（1880年）に札幌農学校（現・北海道大学）第1期生として卒業、開拓使に採用された。北海道庁が発足すると初代水産課長に任ぜられた。
明治17年（1884年）に水産団体である北水協会を設立し、明治21年（1888年）には千歳にさけ・ます孵化場を設置している。
生涯の大半にわたって行政に携わり、北海道庁を退職するまでの間、北海道の水産業界の発展に尽力した。

## 家族・親族

### 平野家
（土佐国（現在の高知県）、東京都）
平野家の初代弥市は土佐国（現在の高知県）に生まれ、安永の頃（1772年〜1780年）兄・藤兵衛と共に江戸（現在の東京都）に出た。藤兵衛は駒込の酒問屋「高崎屋」に奉公し、後に同家支配人になった。弥市は両国米沢町で生魚渡世ののち、文政11年（1828年）、薩州（薩摩藩）屋敷の仕立物用達出入りとなる。土蔵付きの瀟洒な家に住み、高輪にも家付きの地所があるかなりの資産家だった。
- 祖母・幸（初代平野弥市の養女）
- 父・弥十郎（飯田利兵衛の次男、2代目平野弥市）

『平野弥十郎幕末・維新日記』、日本財団図書館（電子図書館） 平成15年度 海事講演会 海・船セミナー2003 ?ペリー来航150周年記念?「黒船来航、その時日本は」 - 伊藤の実父・平野弥十郎についての記述がある。
- 母・とみ（とみの父は秋月藩士（留守居役）某の息子、母は上田藩士藤林小伝次の娘ます）

『平野弥十郎日記 嘉永四辛亥年（一八五一）』によると「是年七月、我か妻とみの実母の生死存亡住所共知れざりしか、今度漸々尋当、十四年目にしてとみ事、実母に面会したり、此時実母は年四拾才にて、名ハ藤林ますなり、同人の伯父なる、牛込筑土五軒町に住む、宝蔵院流鎗術の師範、伊能一雲斎方に居、聊もふ自由なく安全に在りたり…ますハ信州上田城主五万三千石松平伊賀守藩士にて、藤林小伝次の娘なり、母は前陳の筑土伊能一雲の姉なり、父の小伝次は江戸詰にて、神田筋違御門内上屋敷内に在て、其頃高名の馬術師範たり時、文化九申年（一八一二）七月八日にます出生す、夫より天保三年（一八三二）の頃にますへ婿を取る、是は秋月の城主五万石の黒田家の留守居某の男、其名を聞洩したり、天保五午七月三日に、ます事女子を産、是れ、とみなり」という。
- 兄

大太郎
弥三郎
直之助
- 弟

幸之助
両吉（中村家の養子）
松之助（3代目平野弥市）

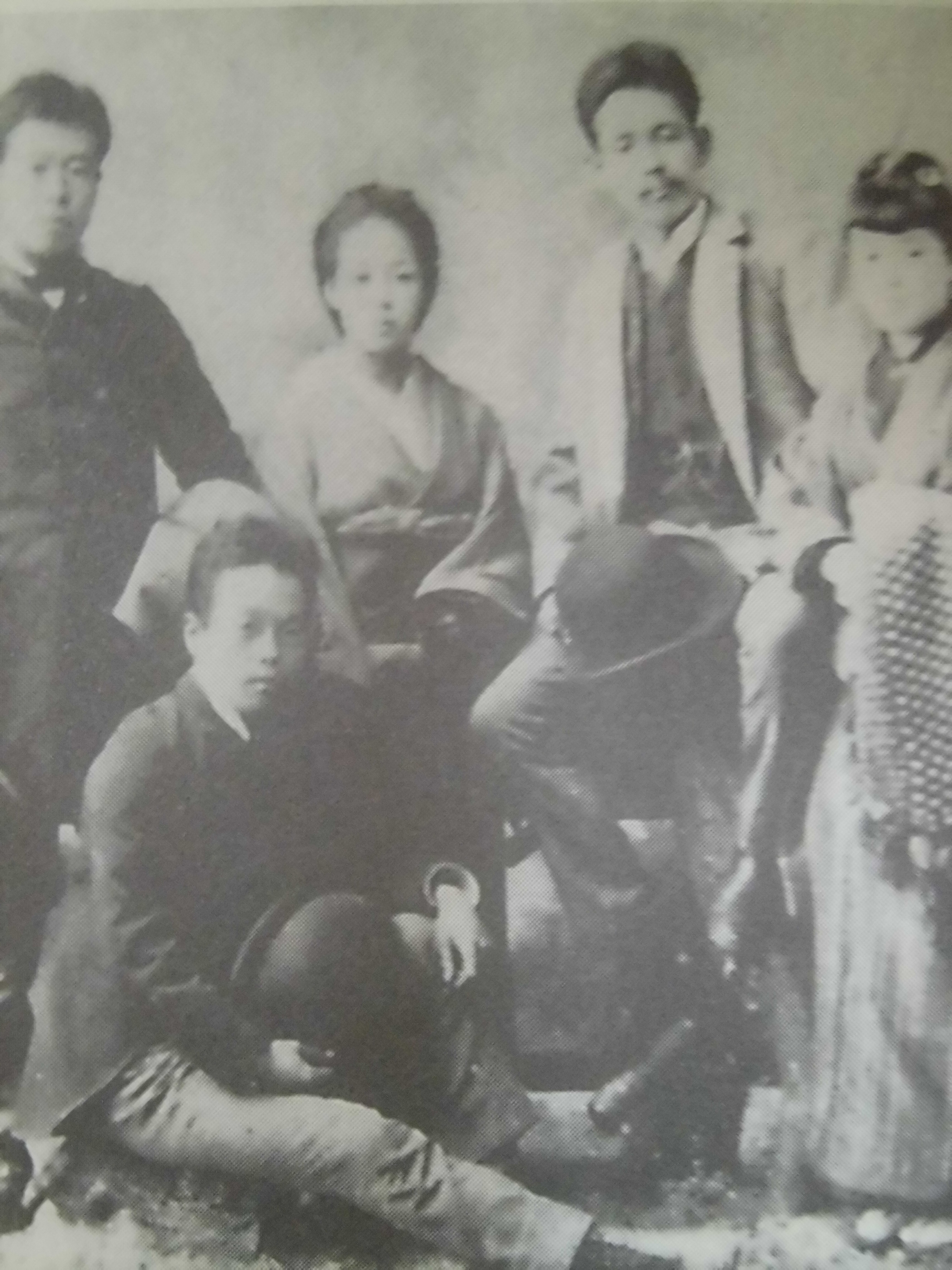
前列は中村邦佐、後列は左から平野弥市、大島千代子、伊藤一隆、桜井満知子（明治23年（1890年）ころ）
（平野弥十郎の子供たち）

- 姉 仲（外務省勤務の旧大垣藩士・尾崎逸足の妻）
- 妹

千代（宗教家・教育者の大島正健の妻）
たか
まち

### 伊藤（伊東）家
（東京都）
伊藤（伊東）家は大織冠藤原鎌足23代後胤・伊東大和守祐宗の5男・伊東八郎左衛門尉祐守11代苗裔（びょうえい）・伊東右馬允祐尚を祖とする。祐尚は北条氏政に仕え、天文7年（1538年）、足利晴氏より感状を授かり、元亀元年（1570年）に亡くなった。徳川の世になってからは代々徳川家に仕えた武士だったが、一隆の曽祖父・十郎左衛門が兄・新六と不和を起こし家を出て農民になった。
祖父・利兵衛は飯田家に婿に入り、雪駄仲買商を始めた。
実父・弥十郎は天保14年（1843年）、21歳で雪駄下駄商「平野屋」の入り婿に望まれ、2代目平野弥市となった（開拓使にはいってからは弥十郎となのる）。弥十郎は土木請負業者として幕末から維新期にかけて江戸で活躍し、のちに開拓使の土木技術者として北海道の道路工事に貢献した。
- 妻・富子（小笠原豊吉の妹[5]）
- 長男・信一
- 長女・あい（タレント・中川翔子の曽祖母）
- 二男・巌
- 三男・隆三郎
- 二女・恵子（作家・松本泰の妻）
- 三女・徳子
- 四男・堅志郎
- 四女・輝子
- 五女・すみれ
- 六女・和子